# Pennsylvania Academy of the Fine Arts
La Pennsylvania Academy of the Fine Arts è un museo e scuola d'arte di Filadelfia. È stata fondata nel 1805 ed è il più antico museo d'arte negli Stati Uniti. Il museo dell'accademia è internazionalmente noto per le sue collezioni di dipinti americani del XIX e XX secolo, sculture e opere su carta. Nei suoi archivi si trova numerosi materiali per lo studio della storia dell'arte statunitense.